# Sant'Agostino (pallacanestro)
La Sant'Agostino è stata una società di pallacanestro con sede a Bologna.

## Storia
Nata nel 1953 nella zona di Porta Castiglione, dopo la fusione con la Cestistica Mazzini Bologna, ha esordito nella massima serie del campionato italiano, l'Elette 1959-60, retrocedendo subito in Serie A. 
Tornò nel massimo campionato nella stagione 1965-66 ed ottenne una salvezza con un decimo posto; al termine della stagione andò a confluire nella Fortitudo Bologna a cui aveva ceduto il titolo sportivo.